# 寄生空所
寄生空所（きせいくうしょ、parasitic gap）とは、生成文法において、あるひとつの「空所(英: gap)」がもう一つの「空所」に依存して出現する構造のことである。すなわち、そのひとつの空所はただその他の空所の出現のおかげで出現することができ、それゆえに前者が後者に「寄生」していると言われるもののことである。例） Which explanation did you reject __₁ without first really considering __₂?（訳者註：’あなたは最初にどの説明を考えることなくそれを拒否するのですか？’の「どの説明」にあたる項が少なくとも表面上すべてなくなっている）英語やそれと系統関係のあるいくつかのゲルマン諸語（例：スウェーデン語。 エングダール［英語版］ 1983を参照）に見られるが、他の系統関係の近い諸言語ではこの出現は更に強く制約されている（例：ドイツ語やロマンス諸語）。  言語学者の新沼史和は，寄生空所と等位接続がしばしば混同されることからこの判別を試みている。寄生空所の特に謎に包まれている点は、これが取り出しに対してwh移動における取り出しの島（英語版）(英: island to extraction)の内側に出現することである。寄生空所の研究は1970年代後半に始まったにも拘らず、最良の分析の合意にはいまだ至っていない。 

## 実例
以下のbの文は典型的な寄生空所の例である。 寄生空所（英: parasitic gap）は下付き文字⟨ₚ⟩で示す。 
a。 You reviewed that book without actually reading it –全く空所無し
b。What book did you review __ without actually reading __ₚ? –寄生空所が可能
c。 *You reviewed that book without actually reading __ₚ. –「真の」空所が無いと寄生空所は不可能
a． They played that song repeatedly despite not liking it. –全く空所無し
b． Which song did they play __ repeatedly despite not liking __ₚ? –寄生空所が可能
c． *They played that song repeatedly despite not liking __ₚ.–「真の」空所がないと寄生空所は不可能
a． You bought that old bike in order to fix it up. –空所無し
b． Which old bike did you buy __ in order to fix __ₚ up? –寄生空所が可能
c． *You bought that old bike in order to fix __ₚ up. –「真の」空所無しでは寄生空所は不可能
a の文は、空所がない通常の平敍文である。 対照的に b の各文は2箇所の空所があり、2番目の空所は最初の空所に寄生している。c の文は、（太字になっている which を使った表現が前置される）「真の」空所がなければ、寄生空所が出現できないことを示している。上に示されている b の文に見られるような寄生空所の興味深い点の一つは、その機序である。 これらはwh移動（英語版）や話題化のような統語移動（英語版）に依存しているかに見える。とはいえ、b の各文には2箇所のの空所があるけれども、wh 語が前置されている空所は1箇所しかないので、この問題は構造的に難しくなる。なぜ一つに対して前置されているはずの wh 語が、二つの空所を認可できるのだろうか？　寄生空所についてのもう一つの興味深い事実は、通常、これらは（すでに述べた例のように）取り出しの島（英語版）の内側に出現していることである。これゆえに、ある者はこの用地からの寄生空所の抽出はまったく不可能であると予想することがありえるのである。島々が無視されているというこの観察上の事実は、寄生空所に関連する諸課題の第二の源泉である。 

## 歴史的言及
寄生空所の現象は1960年代にジョン・ロバート・ロス（英語版）によって発見されたと見られるが、 Knut Tarald Taraldsen（英語版）と Elisabet Engbahl（英語版）による論文がこの現象の特性を詳細に調査するまでは議論されなかった 。  寄生空所の知識は1980年代中盤の一般化句構造文法（英: General phrase structural Grammar, GPSG）の枠組みの開発が中核をなしており、この知識は後の Carl Pollard と Ivan Sag （英語版）による主辞駆動句構造文法（英: Head-driven phrase structure grammar, HPSG）の枠組みで洗練された。 90年代には、寄生空所の理論的分析（取り出し vs. 浸透）を中心に議論が集中し、2001年の Peter Culicover と Paul Postal が編集した論文集において最高潮に達した。 

## 寄生空所の特徴
この節では、寄生空所に関する文献で広く認められている寄生空所の側面について手短かに概観する。 ここでは次のことについて説明する。 
1. 多くの寄生空所は自由に（随意的に）出現する
2. 一部の寄生空所は義務的に出現する
3. 寄生空所は、欠落している目的語構造に表示される
4. 統語的並列法は、寄生空所の出現を促すと見られる

### 随意的な寄生空所
多くの寄生空所は随意的に出現し、代名詞とは非相補的な分布をなす。つまり、話者は寄生空所を使うかどうか選択できる。 
例） 
a. Which dish did you order __ after you tried __ₚ? –寄生空所あり
b. Which dish did you order __ after you tried it? –寄生空所無し（非文ではない）
a. Which movie will they like __ as soon as they see __ₚ? –寄生空所あり
b. Which movie will they like __ as soon as they see it? –寄生空所無し
a の文は典型的な寄生空所を含んでいるが、b の文は空所の代わりに代名詞を使用することを選択している。 換言すれば、a の文の寄生空所は随意的に発生している。 このような選択肢は、既知の省略の機構の主要な特性であるため、 省略の観点を使った寄生の分析を示唆している。 

### 義務的な寄生空所
すでに例証したごとく、多くの寄生空所は随意的に発生するけれども、別の種類の寄生空所は義務的に発生する。 義務的な寄生空所は、寄生空所が「真の」空所に先行する場合に発生することがありえる。 
例） 
a. The rumor about the girl annoyed her. –全く空所無し
b. Which girl did [the rumor about __p] annoy __? –寄生空所が真の空所に先行
c. ??Which girl did the rumor about her annoy __? –寄生空所が存在しない限り真の空所はほとんど考えられず、弱交差が発生している
a. If you get to know him, you will like Bill. –全く空所無し
b.  Bill is the type of guy who [if you get to know __p], you will like __.–寄生空所が「真の」空所に先行
c.   ??Bill is the type of guy who if you get to know him, you will like __. –寄生空所が存在しない限り、真の空所はほとんど考えられず、弱交差が発生している。
如上の例は、寄生空所に関するいくつかの重要な事実を見せている。 b の文は、寄生空所が実際に「真の」空所に先行する可能性があることを示し、c の文の強い周辺性は、ある意味では、真の空所も寄生空所に依存している可能性があることを示す。 b の文の最初の空所（左端の空所）は次の空所に寄生していることに注意。これは、左端の空所が通常は取り出し島（角括弧で示してある）の内部に表示されるためである。 これらの例で示されている寄生空所の特徴は、 弱交差（英語版、英: weak crossover, WCO）現象の視点で説明される。  弱交差現象は、前置された表現が、それと空所の位置の間に現れる仲介表現と同一の対象を指示している（英: coreferential）場合に発生する。 大局的には、あるものは「真の」空所に先行するか後続するかに依存して寄生空所が多様に振る舞っているのだと簡単にきづくかもしれない。 寄生空所が「真の」空所に先行するとき、これらの出現は通常義務的なのである。 

### 不在目的語構造
寄生に関する多くの研究では、寄生空所はもう一つの空所、つまり上例では「真の」空所に依存していると想定している。 したがって、寄生空所が通常の取り出し空所を認可するメカニズム、たとえばwh移動や主題化に依存しているという仮説がたてられる。 しかしながら、この仮定は、いわゆる不在目的語構造（tough構造としても知られている）による問題が生ずる。 
a. It is easy to appreciate her after getting to know her. –空所無し
b. She is easy to appreciate __ after getting to know __p. – wh前置や話題化が欠けているのに寄生空所が存在
a. It is hard to understand this essay without reading it several times. –空所無し
b. This essay is hard to understand __ without reading __p several times. – wh前置と話題化が欠けているのに寄生空所が存在
a. It will be tough to get the motor running without entirely rebuilding it. –空所無し
b.  The motor will be tough to get __ running without entirely rebuilding __p.– wh前置と話題化が欠けているのに寄生空所が存在
a の文には完全に空所が欠けている。 b の文は、wh移動も話題化も発生していないにもかかわらず、寄生空所が含まれている。 b の文の動詞（appreciate, understand, get）は他動詞であるがゆえ、目的語を取らなければならないから、b の文は不在目的語構造を示す。 左側の空所で示されているように、この目的語は喪失されている。 最終的にどんなものになるとしても、寄生空所の分析はここに示される欠落した目的語をもたらす現象に対応する必要がある。 移動（wh移動、話題化）は、実際には寄生空所を認可している重要な要素ではないかもしれない。 

### 並列法の役割
これまでに示された随意的な寄生空所の例を見ると、いずれの場合にも特定の並列法が存在していることがわかる。  この並列法は大括弧を使用して示されている。 
a. Which manuscript did you [resubmit __] after [revising __p]?
b.Which foods does he [fantasize about __] without [ever eating __p]?
c. Which report did you [file __] without [reading __p]?
d. Which old bike did he [buy __] in order to [fix __p up]?
e. Which girl did you [ask __ out] before [meeting __p in person]?
上の各例において、大括弧は、等位接続の等位構造を思わせ、並列構造であるかのように見えるものを示している 。 大括弧は、大括弧間に現れる従位接続詞が等位接続詞（例：英 but, and）のように機能する動詞句（VPs）であることを示す。 この並列性は寄生空所の出現を助ける重要な要素である可能性がある。 この並列性がないと、寄生空所の許容度はいちじるしく低下する。 
a.   ?Who [ __ secretly supports John] without [John secretly supporting __p back]?
b.   ?Which girl [ __ likes Billy] without [Billy liking __p back]?
c.　  ?Which spy [ __ escaped] without [anyone first identifying __p]?
d.   ??Which explanation [ __ had to be repeated] for [us to finally get __p]?
e.   ??Which report [ __ was filed] without [any of us first reading ___p]?
これらの寄生空所の例は、程度の差はあってもすべて周辺的である。 周辺性は、大括弧によって示されている統語論的な並列性の欠如によるものである可能性が高く、空所は大括弧の同じ側にもはや現れない。 いずれの場合も、上記の例の並列処理を削除すると、許容性が著しく低下する。 この許容度の低下を正確に説明できるものは完全には明らかではないが、処理のしやすさに関係している可能性がある。 人間にとって並列構造の方が処理が容易であり、それゆえ寄生空所は低い処理負荷に流れている。 

## 理論上の論争
寄生空所には極めて多様な説明がなされるので、寄生空所の理論的分析はどうしても確実な問題にはならない。とても漠然とした言い方をすれば分析の追求には二つの路線がある。第一の路線は寄生空所が取り出し空所(英: extraction gap)であり、「通常の(英: normal)」取り出し空所を説明する基礎的メカニズムと同じ方法で生ずると仮定することである（取り出し分析、英: extraction analysis）。を拒絶するものである。あるものはその代わりに寄生空所は実際には転換要素を含んでおり、これは定代用形(英: definite proform)の状態にあると仮定する（代用形分析、英: proform analysis） 。一般にこれらふたつは寄生(英: parasitism)に関する文献で代表的であり，殆どの説明はこれら二つのどちらかの陣営に置かれるが，いくつかの分析はこれら二つの基本的な路線を混合したり調合したりしようとする。 
取り出し分析は， wh 移動や主題化の出現に依存して殆どの寄生空所が現れるという観察とちょくせつ調和する、という長所がある。 しかしながら、已に上で述べた不在目的語構造においては，取り出し分析に問題がある。代用形分析は、たくさんの寄生空所が任意に発生しても隠された代用形に明白にするための方法があるという単純な観察とすぐに調和する。 
しかしながら、ほとんどの寄生空所は wh 移動や主題化とごく近い環境に起こるという相関現象への明確な説明がなされていないという点において、代用形分析にも問題がある。

## こちらも参照
- 等位接続
- 交差 (言語学)（英語版）
- 省略
- 統語移動（英語版）
- 話題化
- 動詞句
- wh移動（英語版）

## 脚註
1. ↑  寄生空所は英語とスウェーデン語の資料を使って最もよく研究されてきた。先驅的論文であるEngdahl (1983) をこの点に関しては参照せよ。
2. ↑  Fumikazu, Niinuma (2010). “Across-the-Board and Parasitic Gap Constructions in Romanian”. Linguistic Inquiry 41 (1):  161–7. doi:10.1162/ling.2010.41.1.161.
3. ↑  Culicover と Postal の2001年の論文集の導入部英: introductionを寄生空所の多様な理論的説明の概観にかんしては参照せよ。
4. ↑  この点に関しては発展性のある論文である Ross (1967/86) を参照。
5. ↑  この点に関しては特に Engdahl の1983年の論文を参照。他のどの論文よりもこの論文は問題を切り出している。
6. ↑  この論集に加えて、Culicover と Postal による本もこの現象の早い段階での説明の広範囲に渡った概観を扱っている。
7. ↑  寄生空所の理論での弱交差の重要性に関しては、例えば Engdahl (1983:17ff.)・Culicover (2001:32f)・Levine & Hukari (2001:194) 等を参照。
8. ↑  寄生空所を認可するための不在目的語構造は広くその事実が認められている。例：Engdahl (1983:12f.), Postal (2001:257), Culicover (2001:34)．
9. ↑  寄生空所の分布を決定する統語的並列法の役割に関しては多くの研究者によって探求されている。例：Williams (1990), Munn (2001), Culicover (2013:153ff.)．
10. ↑  寄生空所の取り出し分析の例に関しては Contreras (1984) と Chomsky (1986) を参照。
11. ↑  代用形分析の例に関しては Cinque 1990、Fiengo May 1994 及び Postal 1994 を参照。